# Juilliard School

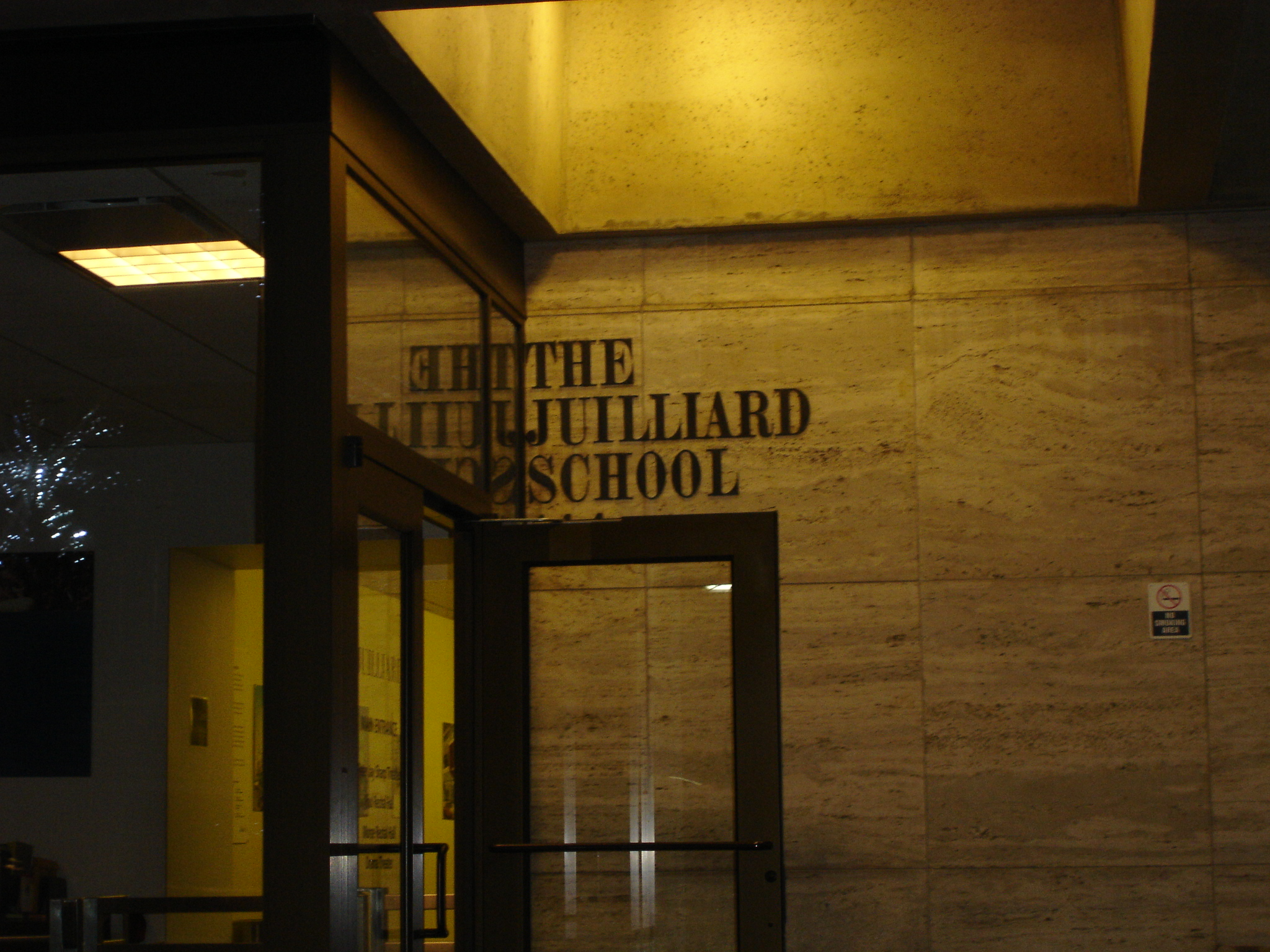
L'entrada de la Juilliard School a New York.

El Juilliard School, AFI (/ˈdʒuːliɑːrd/), és reconegut per ser un dels millors conservatoris d'arts escèniques del món. Localitzat al Lincoln Center de Nova York, és identificat informalment simplement com a Juilliard, i és molt famós pels seus alumnes en música. L'escola instrueix prop de 800 estudiants universitaris i graduats. És un dels conservatoris i escoles de drama més importants del món.
Juilliard està constantment classificada entre les dues o tres institucions d'educació superior més selectes a Amèrica del Nord, a l'alçada d'institucions com Harvard i Yale. L'any 2005 va tenir una admissió del 5% d'entre les 2534 sol·licituds.

## Història
L'escola va ser fundada el 1905 com Institute of Musical Art; llavors estava situada entre la Fifth Avenue i la 12th Street. En el seu primer any, l'institut tenia 500 estudiants. Es va traslladar el 1910 a la Claremont Avenue. El 1920, es va crear la Fundació Juilliard, anomenada així pel mercader tèxtil Augustus Juilliard qui va aportar una quantitat substancial per l'avanç de la música als Estats Units.
Establerta el 1924, la fundació de l'Escola de Graduació Juilliard es va unir amb l'Institute of Musical Art dos anys després. Al voltant de 1946, les dues escoles juntes es van anomenar The Juilliard School of Music. El president de l'escola en aquell temps va ser William Schuman, el primer guanyador del Premi Pulitzer de música.
L'escola es va ramificar gradualment, afegint primer una divisió de dansa i posteriorment una de drama, i des de 1969, quan es va traslladar al Lincoln Center, ha dut el seu nom actual.
El 2001, l'escola va establir un programa d'entrenament en jazz. El setembre de 2005, Sir Colin Davis va dirigir una orquestra que combinava estudiants de la Juilliard i de la Royal Academy of Music de Londres en els Proms de la BBC.